# Национално знаме на Източен Тимор
Националното знаме на Източен Тимор е прието на 20 май 2002 година. Прието е в първите минути след полунощ при обявяването на независимостта и е същото като през 1975 г. Представлява жълт триъгълник, който символизира „следите от колониализма в историята на страната“, черен триъгълник, символизиращ недостатъците, които трябва да се преодолеят, а звездата върху него е светлината водеща до мир. Червеното означава борбата за независимост на народа на Източен Тимор.